# Oratorio del Salvatore
Oratorio del Salvatore era um oratório no interior das Casas romanas do monte Célio, localizadas no Clivo di Scauro, no rione Celio de Roma. Era dedicada a Jesus Cristo sob o título de "Santíssimo Salvador".

## História

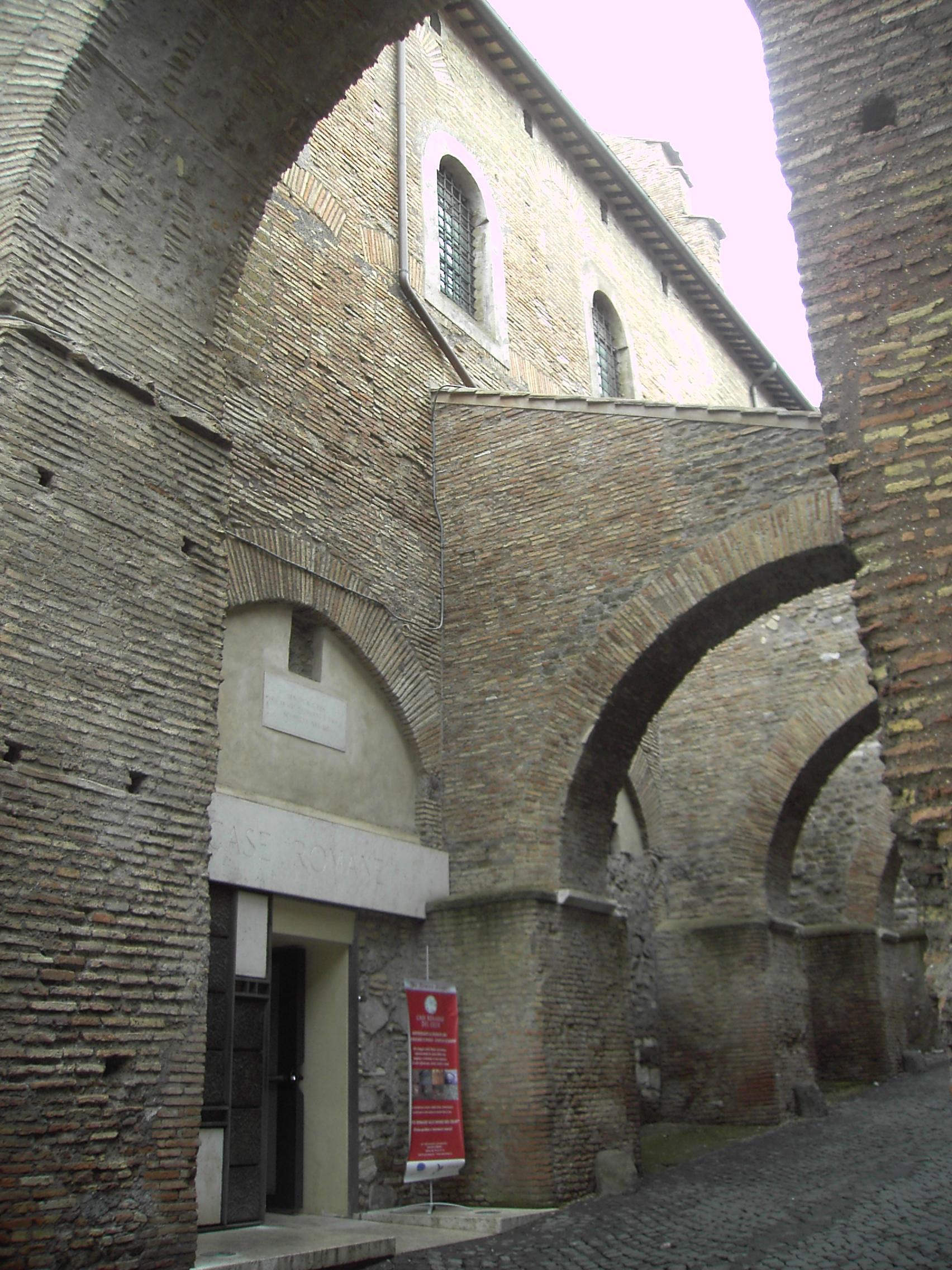
Entrada para as Casas romanas do monte Célio no Clivo di Scauro, abaixo da grande basílica de Santi Giovanni e Paolo. O oratório fica na segunda sala a direita a partir da entrada, mas não está aberto para visitação.

O último proprietário romano antigo do complexo que engloba as casas e a basílica de Santi Giovanni e Paolo foi o senador Pamáquio, um importante personagem da antiga comunidade cristã de Roma e a ele é atribuída, no início do século V, a construção da basílica acima das casas, recordada já no sinodo de 499 como a denominação de Titulus Pammachii, um nome que só foi substituído por Santi Giovanni e Paolo a partir de 595. As obras de construção da basílica, dedicadas aos mártires João e Paulo, assassinados durante a perseguição aos cristãos na época do imperador Juliano, foram realizadas no primeiro andar da residência romana tardo-antiga e todos os ambientes do antigo piso térreo foram soterrados para servir de fundação, com exceção de um recinto, que permaneceu acessível através da igreja através de uma escada interna. No século VIII, esta sala foi transformada em um oratório dedicado ao Santíssimo Salvador.
O espaço conserva ainda hoje um ciclo de afrescos cristológicos do século IX do qual fazem parte (a partir da direita em sentido anti-horário): "Descida de Cristo ao Inferno" e "Cristo Sepultado", "Sorteio das Vestes" e, de dimensões maiores, "Crucificação", que mostra Jesus com uma longa veste escura, a túnica interior (em latim: colobium), entre a Virgem Maria e São João, uma tradição iconográfica oriental típica da Síria Palestina. O afresco "Cristo entre os Arcanjos Miguel e Gabriel e os Santos João e Paulo" foi destacado da parede na década de 1950 e está hoje no museu (chamado de Antiquarium) do complexo.